# Gaztelu zahar
Pour les articles homonymes, voir Gaztelu.

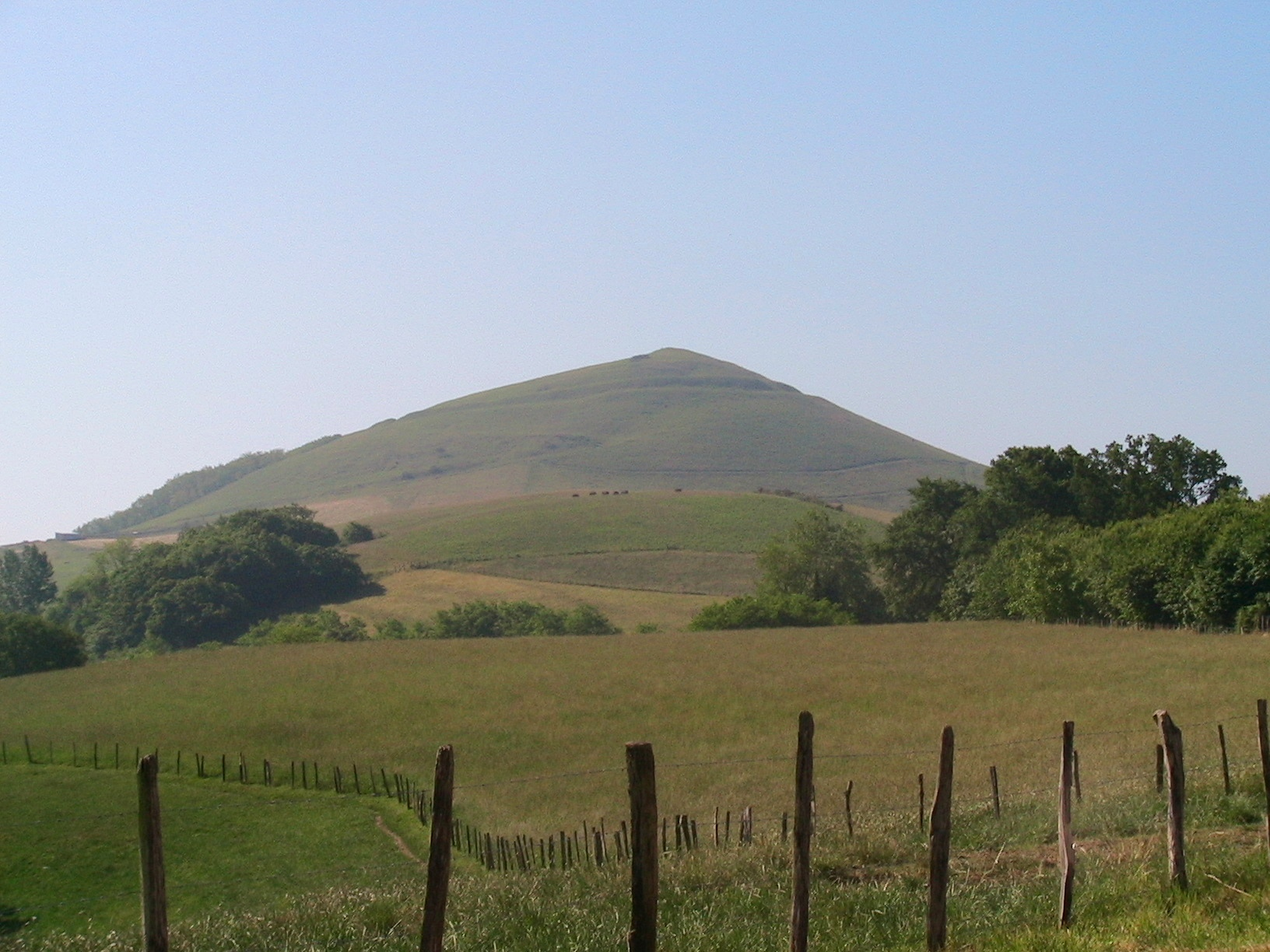
L'Abarratea (Ayherre) est un gaztelu zahar à trois gradins qui contrôle le passage entre Labourd et Basse-Navarre.

Gaztelu zahar /gas̪telu s̪ahar/ (du latin castellum) est le nom donné dans le Pays basque aux places fortes protohistoriques. Ce nom signifie simplement en basque « ancien château fort » ou « vieux château ».
Fréquents sur les points culminants de l'ordre de 300 à 600 m de haut, ils permettaient le contrôle militaire des voies de communication entre vallées.

## Description

### Typologie
Les gaztelu zahar étaient des enceintes défendues par des lices dont ne subsiste aujourd'hui que le tracé des fossés, délimitant une sorte de calotte autour du sommet. Spectaculaires en vue aérienne, ces enceintes ne laissent apparaître du sol que des décrochements sur la silhouette du mont. Ils passent souvent inaperçus quand la végétation est haute. 
On en distingue de trois types :
- les enceintes à gradins : des gradins sont creusés dans la pente dégageant les lices probablement abritées à l'époque par une palissade ; ce type d'enceinte semble particulier au Pays basque ;
- les enceintes à parapets de terre : les plus nombreuses, où la terre du fossé est relevée en amont pour former un parapet défensif derrière la lice ;
- les enceintes à parapets de pierre : les plus hautes (à 600 m en moyenne) et les moins nombreuses.

Le nombre de lignes de défense peut varier de 1 à 7 pour le Gazteluzahar à cheval sur Lantabat, Larceveau-Arros-Cibits et Ostabat-Asme.

### Qui les a construits?
Ils n'ont pu être datés, mais leur construction est généralement attribuée à des groupes militaires de l'âge du bronze tardif ou du premier âge du fer, maîtrisant l'équitation, probablement les mêmes qui ont introduit dans la région le rituel funéraire des harrespils.
Les Jentilak, ces géants de la mythologie basque, à la fois étrangers, sages et puissants, qui étaient censés vivre au sommet des montagnes, pourraient bien véhiculer la mémoire populaire de ces élites antiques. À Alçay, le gaztelu zahar Maide korralea « l'enclos des Maide » est clairement attribué aux Maide, des êtres mythologiques reprenant certains traits des Jentilak et des Laminak.

### Fonction
Au contraire des oppida gaulois, plus récents, ces gaztelu zahar n'avaient qu'une fonction militaire occasionnelle, éventuellement pastorale ou religieuse, mais ne servaient pas de lieu d'habitation permanent.
Des châteaux comme ceux de Mauléon ou de Luxe, ont été implantés sur des gaztelu zahar.

### Noms
On remarque que les gaztelu zahar laissent souvent leur nom à la montagne concernée. Les noms les plus fréquents étant :
- Gaztelu(a) « (le) château fort » simplement,
- Gazteluzahar ou gazteluzaharre(a) (généralement transcrit gastelusare par les cartographes),
- Gaztelu-mendi(a) « (la) montagne du fort », ,
- Gaztelu-gain(a) « (le) sommet du fort »,
- Gaztelu-harri(a) « (le) roc du fort » (noté gastelary, gastalaria, gastellaya)
- Kurku(a) « (le) cercle »,
- Mokorreta « à l'éperon ».

Voir liste en annexe.

## Liste degaztelu zahar

### Enceintes à parapets de terre
La terre dégagée pour former les lices est amoncelée en hauteur formant ainsi des parapets défensifs.
| nom                       | altitude | emplacement                                    | observations                   |
| ------------------------- | -------- | ---------------------------------------------- | ------------------------------ |
| Elhina                    | 350 m    | Armendarits                                    |                                |
| Kurku                     | 272 m    | Béguios                                        | 4 lignes de défense, endommagé |
| Harribeltza               | 522 m    | Suhescun                                       |                                |
| Ullumendi Gaztelüzaharre  | 416 m    | Ordiarp                                        |                                |
| Gaztelü-harria, Gaztelaia | 479 m    | Chéraute                                       |                                |
| Mokorreta                 | 453 m    | Macaye                                         | très endommagé                 |
| Gazteluzahar              | 472 m    | Lantabat, Ostabat-Asme, Larceveau-Arros-Cibits | 7 lignes de défense, endommagé |
| Gazteluzaharre            | 361 m    | Arhansus                                       |                                |
| Ursuia                    | 436 m    | Hasparren                                      |                                |
| Ursuia                    | 387 m    | Hasparren                                      |                                |
| Ursuia                    | 330 m    | Hasparren                                      |                                |
| Redoute Louis XIV         | 237 m    | Sare                                           | détruite en 1977               |
| Redoute Napoléon          | 1.. m    | Bardos                                         |                                |
| ?                         | 229 m    | Saint-Martin-d'Arrossa                         | détruite à 95 %                |
| Sardatz                   | 148 m    | Béhasque-Lapiste                               | rebord de plateau              |
| Gaztelu-harri, le Tuquet  | 225 m    | Etcharry                                       |                                |
| Gazteluxaga               | 282 m    | Arrast-Larrebieu                               |                                |
| Gaztelü-gain              | 371 m    | Libarrenx                                      |                                |
| Larleta                   | 279 m    | Berrogain-Laruns                               | crête barrée                   |
| Txoikantegia              | 326 m    | Idaux-Mendy                                    |                                |
| Pekatenborda              | 92 m     | Larressore                                     | endommagé                      |
| Lexegita                  | 653 m    | Trois-Villes                                   |                                |
| Kurku                     | 152 m    | Nabas                                          |                                |
| Zihorri                   | 267 m    | entre Mendionde et Hélette                     |                                |
| Belozea                   | 118 m    | Itxassou                                       |                                |
| Larreondoa                | 85 m     | Saint-Pée-sur-Nivelle                          |                                |
| Gaztalepo                 | 550 m    | Ahaxe                                          |                                |
| Ahiga                     | 300 m    | Lohitzun-Oyhercq                               | détruite en 1978               |
| Xerrapo                   | 299 m    | Çaro                                           | détruite en 1981               |
| Haitzhandialtea           | 440 m    | Barcus                                         |                                |
| Mendixko                  | 300 m    | Irouléguy                                      |                                |
| Khoxü-gaina               | 343 m    | Esquiule                                       |                                |

### Enceintes à parapets de pierre
Les parapets en pierre se rencontrent sur les gaztelu zahar les plus élevés.
| nom            | altitude | emplacement            | observations |
| -------------- | -------- | ---------------------- | ------------ |
| Gaztelu        | 629 m    | Lecumberry             |              |
| Larrango       | 579 m    | Saint-Martin-d'Arrossa | éperon barré |
| Urxilo         | 566 m    | Saint-Martin-d'Arrossa | éperon barré |
| Lerdatze       | 390 m    | Armendarits            |              |
| Jarra          | 445 m    | Irouléguy              |              |
| Maide-korralea | 667 m    | Alçay                  |              |
| Zerkupe        | 1 085 m  | Saint-Michel           |              |
| Munhoa         | 592 m    | Hosta                  |              |

### Enceintes à gradins
Les lices sont implantées sur des gradins découpés dans la pente.
| nom                         | altitude | emplacement       | observations |
| --------------------------- | -------- | ----------------- | ------------ |
| Abarratea                   | 342 m    | Ayherre           | 3 gradins    |
| Mehaltzu                    | 648 m    | Pagolle           | éperon barré |
| Ursuia                      | 678 m    | Macaye            |              |
| Hoxa handia                 | 571 m    | Lantabat          |              |
| Gazteluzaharrea             | 256 m    | Irissarry         |              |
| Gaztelu-gaina               | 382 m    | Bustince-Iriberry |              |
| Montarey                    | 370 m    | Etchebar          |              |
| Gaztelü-harria (Gastalaria) | 354 m    | Sauguis           |              |
| Gaztelu-mendi               | 343 m    | Uhart-Cize        |              |
| Gaztelü                     | 582 m    | Aussurucq         |              |
| Ahaize                      | 272 m    | Ossès             |              |
| Gaztelü-gaina               | 658 m    | Sainte-Engrâce    |              |
| Gaztelua (Gastellia)        | 313 m    | Ahaxe             |              |
| Xerberoenea                 | 321 m    | Hasparren         |              |
| Lomendi                     | 446 m    | Etchebar          |              |
| Moncayo                     | 418 m    | Aussurucq         |              |

### Divers
| nom                    | altitude | emplacement | observations |
| ---------------------- | -------- | ----------- | ------------ |
| Gaztelü-harriko botxea | 894 m    | Etchebar    |              |
| Mokorreta              | 680 m    | Lecumberry  | éperon barré |